# Centro di Preparazione Olimpica Bruno Zauli
Il Centro di Preparazione Olimpica "Bruno Zauli", noto anche come Centro sportivo di Formia, dal nome della città in cui sorge, è un centro sportivo di Formia (LT) di proprietà del Comitato Olimpico Nazionale Italiano.
La struttura ospita impianti per la pratica di atletica leggera, basket, beach soccer, beach volley, calcio, paddle, scherma e taekwondo, oltre ad essere il Centro Tecnico Nazionale femminile della Federazione Italiana Tennis, un centro federale della Federazione Pugilistica Italiana e un Accredited Training Center della World Athletics.
Il centro sportivo, inaugurato nel 1955 per volontà dell'allora presidente della Federazione Italiana di Atletica Leggera Bruno Zauli, si trova in via Appia Lato Napoli, 175.

## Storia
Nel 1953 Bruno Zauli, presidente della FIDAL, ideò la Scuola Nazionale di Atletica Leggera di Formia, con l'ambizioso e lungimirante obiettivo di sviluppare il talento e la formazione dei quadri tecnici sportivi. Il progetto fu affidato all'architetto Annibale Vitellozzi. Fu inaugurata il 23 novembre del 1955 dal presidente del CONI Giulio Onesti.
Grazie agli Stages ed ai Convegni Tecnici, nazionali ed internazionali, contestualmente ad un'Impiantistica (outdoor e indoor) di elevato livello ed alla dotazione di servizi sofisticati per l'alta prestazione, la IAAF ha ufficialmente certificato e riconosciuto la Scuola Nazionale di Atletica Leggera di Formia quale Centro di Preparazione Olimpica Internazionale.
Dal 28 aprile 2008 l'impianto di Formia diventa anche Centro Mondiale della IAAF di Salto con l'Asta, proprio per le condizioni ideali per realizzare progetti di altissimo livello, grazie alle strutture e tecnologie, spesso uniche al mondo, di cui il salto con l'asta può godere in questa sede.
Divenuta "Centro di preparazione olimpica" del CONI, è punto di riferimento per 20 discipline olimpiche, ed è diretta dal 2014 dall'ex campione olimpico di canottaggio Davide Tizzano.
Nel 2021 la proprietà dell'impianto passa da Sport e Salute S.p.A. al CONI.

## Strutture

### Area sportiva
L'area sportiva del centro sportivo comprende:
- un campo da calcio regolamentare (dimensioni 105 × 65 m), con manto in erba naturale e attrezzato per ospitare raduni delle nazionali maschili e femminili della Federazione Italiana Giuoco Calcio, allenamenti e ritiri di società professionistiche e stage dell'Associazione Italiana Arbitri. Sono presenti due tribune di cui una centrale coperta;[14]
- una pista di atletica leggera a sei corsie (che diventano 8 sul rettilineo di arrivo) in colato, con due pedane di salto in lungo, tre pedane di salto in alto e salto con l'asta e pedana per il lancio del peso, il lancio del giavellotto, il lancio del martello e il lancio del disco.  Sede abituale dei raduni delle squadre nazionali ed internazionali in particolar modo per le specialità della velocità, ostacoli e dei salti, è riconosciuta dalla FIDAL come Accredited Training Center.[15]
- sei campi da tennis indoor e outdoor di superfici diverse, che formano il Centro Tecnico Nazionale femminile della Federazione Italiana Tennis:[16]
  - tre campi in terra rossa scoperti;
  - due campi in resina artificiale con copertura stagionale;
  - un campo in resina artificiale scoperto;
- una "beach arena" (dimensioni 36 × 26 m), con manto in sabbia silicea bianca e dotato di illuminazione, riscaldamento del terreno e copertura pressostatica invernale, utilizzato per la pratica del beach soccer e del beach volley;[17]
- due palestre per allenamenti muscolari e funzionali, attrezzate con tapis roulants, bikes, ellittiche, vogatori/remoergometri, stair climbers, attrezzi per potenziamento muscolare, carico selezionabile, panche e rack, pesi e porta pesi e area stretching e ginnastica funzionale;[18]
- una sala cardio fitness;[18]
- una sala riabilitativa;[18]
- una palestra con due rettilinei sovrapposti con superficie in sportflex di 120 mt ciascuno, per gli allenamenti dell’atletica leggera e uno spazio per la ginnastica artistica con attrezzi (sbarra, parallele, cavallo, materassi per ginnastica a corpo libero);[19]
- una "Palestra Vitellozzi" (dimensioni 30 × 18 m), utilizzata per atletica (salto in alto), la scherma, il taekwondo, la pole dance;[19]
- un percorso running di 1.000 metri;[20]
- un campo da paddle regolamentare (dimensioni 20 × 10 m), con manto in erba artificiale e provvisto di impianto di illuminazione;[21]
- una sala pugilato, con due ring regolamentari (dimensioni 6 × 6 m) con tappeto in tessuto canvas, che formano il Centro Tecnico della Federazione Pugilistica Italiana.[22]

### Area direzionale
L'area direzionale del centro sportivo comprende:
- quattro aule didattiche con capienza di 200 posti (aula magna), 70 posti (aula Placanica), 30 posti (segreteria aula magna) e 15 posti (sala riunioni);[23]
- sei foresterie in sei strutture distinte, per una capienza complessiva massima di 155 persone:[24]
  - Foresteria A, nove camere doppie;
  - Foresteria C, otto camere doppie, una camera tripla e tre camere quadruple;
  - Foresteria F, cinque camere singole, ventiquattro camere doppie, tre camere matrimoniali;
  - Foresteria G, sei camere quadruple, una camera tripla;
  - Foresteria V, due camere singola, una camera doppia, una camera tripla;
  - Foresteria Y, quattro camera doppie;
  - Special Guest; camera matrimoniale;
  - Torrino, camera matrimoniale;
- due ristoranti di 180 posti a sedere, possibilità di servizio al tavolo, self-service o buffet con menù dedicati;[25]
- una zona ricreativa e relax con sala giochi con biliardo, biliardino e ping-pong;[26]
- un centro medico-fisioterapico con quattro sale mediche, sette box fisioterapici con lettino massaggi, una sala per la riabilitazione, tre macchine del ghiaccio, una vasca idroterapica 6 × 4 m, una vasca del ghiaccio, una vasca idromassaggio, una zona relax, due saune.[27]